# Phytobia iraeos
Phytobia iraeos är en tvåvingeart som först beskrevs av Robineau-desvoidy 1851.  Phytobia iraeos ingår i släktet Phytobia och familjen minerarflugor. Inga underarter finns listade i Catalogue of Life.